# Nyctibius aethereus
Nyctibius aethereus е вид птица от семейство Nyctibiidae.

## Разпространение
Видът е разпространен в Аржентина, Боливия, Бразилия, Венецуела, Гвиана, Еквадор, Колумбия, Парагвай и Перу.